# Wikipédia en irlandais
Wikipédia en irlandais (en irlandais : Vicipéid na Gaeilge) est l’édition de Wikipédia en irlandais (ou gaélique irlandais), langue celtique gaélique parlée en Irlande. L'édition est lancée en octobre 2003. Son code est : ga.
Au 21 mars 2025, l'édition en irlandais contient 61 558 articles et compte 65 334 contributeurs, dont 92 contributeurs actifs et 7 administrateurs.
Les autres Wikipédia en langue celtique sont, pour les langues brittoniques, la Wikipédia en gallois qui compte 281 917 articles, la Wikipédia en breton qui en compte 87 991 et la Wikipédia en cornique qui en compte 7 088 et, pour les langues gaéliques, la Wikipédia en gaélique écossais qui compte 15 987 articles, la Wikipédia en mannois qui en compte 6 854.

## Présentation

Aire de diffusion de l'irlandais.

Wikipédia en irlandais a été lancée en octobre 2003 et le premier article a été écrit en janvier 2004. Son fondateur est Gabriel Beecham.
Vicipéid a été favorablement reçue par les médias en langue irlandaise,,. Dans son article Putting the learning back into learning technology (mettre l'apprentissage dans les technologies d'apprentissage), Barry McMullin de l'Université de la ville de Dublin suggérait que même si la Wikipédia en irlandais ne contiendrait jamais autant d'articles que les Wikipédias dans les langues les plus répandues dans le monde, elle constitue assurément une ressource utile. Il estime que lorsque l'on recherche des connaissances sur certains sujets, Vicipéid pouvait être plus utile que la Wikipédia en anglais ou dans d'autres langues. D'autres sources universitaires ont souligné la valeur éducative du site.

## Statistiques
- En septembre 2005, l'édition en irlandais contient plus de 1 600 articles écrits par 173 contributeurs réguliers et irréguliers[2].
- En mars 2007, il y a 20 contributeurs réguliers et 7 000 articles créés[6].
- En novembre 2013, plus de 28 000 articles ont été écrits, ce qui en fait la 85e édition linguistique de Wikipédia par le nombre d'articles.
- Le 9 février 2015, l'édition comporte 32 806 articles et 21 609 utilisateurs enregistrés[7], ce qui en fait toujours la 85e[8] édition linguistique de Wikipédia par le nombre d'articles et la 88e[9] par le nombre d'utilisateurs enregistrés, parmi les 287 éditions linguistiques actives.
- Le 7 octobre 2022, elle contient 57 635 articles et compte 53 128 contributeurs, dont 82 contributeurs actifs et 7 administrateurs.
- Le 28 août 2024, elle contient 60 638 articles et compte 62 451 contributeurs, dont 75 contributeurs actifs et 7 administrateurs.